# Shlakh
Shlakh, Shelakh, ou Shlakh Lekha (שלח ou שלח לך — héb. “envoie [pour toi],” ) est la 37e section hebdomadaire du cycle annuel de lecture de la Torah et la quatrième du Livre des Nombres
Elle correspond à *Nombres 13:1–15:41. Les Juifs de la Diaspora la lisent généralement en juin.

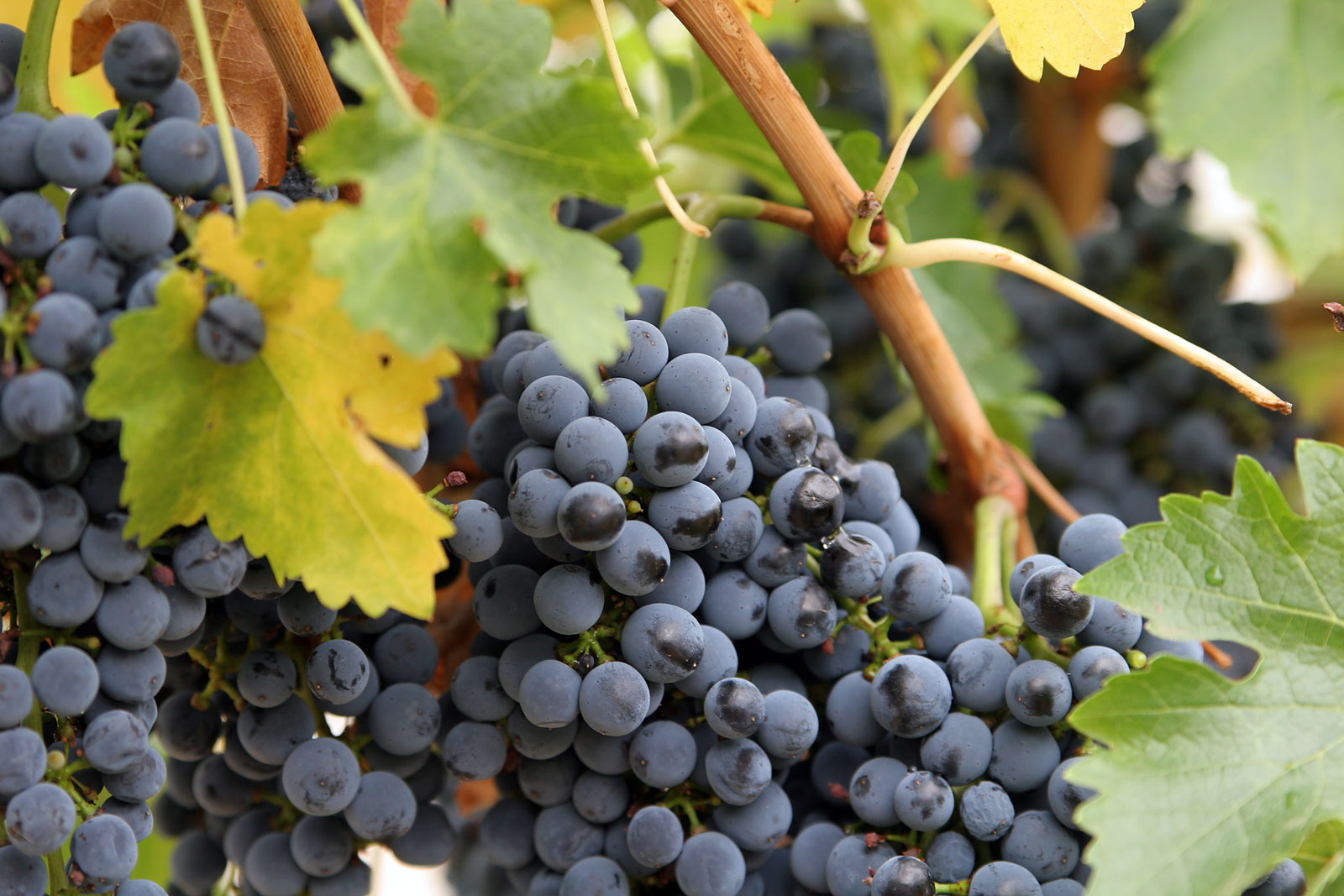
“[...] ils coupèrent une branche de vigne avec une grappe de raisin, qu’ils portèrent à deux au moyen d’une perche [...]”

## Résumé
Dieu accède à la demande du peuple d'envoyer des explorateurs, un par tribu, afin de faire un rapport sur la terre promise aux enfants d'Israël. Cependant, ceux-ci, à l'exception de Caleb ben Yefouné et Josué bin Noun, en estiment la conquête impossible. Le peuple se lamente, proteste contre Moïse, Aaron, Caleb et Josué, et menace de les lapider. Dieu veut alors exterminer le peuple et le remplacer par une nation issue de Moïse, lequel plaide leur cause et obtient leur grâce; cependant, la génération actuelle devra errer dans le désert, et ne pas entrer dans la terre promise, à l'exception des seuls Caleb et Josué. 
Dieu prescrit ensuite les lois des prélèvements agricoles à accomplir en terre d'Israël. Un homme, qui profane le Sabbath est lapidé. Dieu prescrit alors le port des tzitzit, afin de se souvenir des mitzvot, et de ne pas s'en détourner.

### Divisions de la parasha lors de la lecture complète
La lecture de la parasha à la synagogue le sabbath est traditionnellement divisée en sept sections, pour lesquelles un membre différent de la congrégation est appelé à lire. La première lecture, le rishon, échoit traditionnellement à un cohen, la seconde, appelée sheni, à un levi, les suivantes à un israël (ni cohen ni levi). La septième section comporte une sous-section, le maftir, qui est lu par la personne qui lira ensuite la haftara.
Les sections de la parashat Shlakh sont:
- rishon:
- sheni:
- shlishi:
- revi'i:
- hamishi:
- shishi:
- shevi'i:
  - maftir:

### Divisions de la parasha lors de la lecture abrégée
Une lecture publique de la parasha fut instaurée par Ezra le Scribe le lundi et le jeudi à la synagogue. Cette lecture, sensiblement plus courte, ne comprend que trois sections, la première réservée au cohen, la seconde au levi, la troisième à un israël
- Section du cohen: Bemidbar[4]
- Section du levi: Bemidbar[4]
- Section de l'israël: Bemidbar[4]

### Maqam
Un maqam est un système de modes musicaux utilisé dans la musique arabe mélodique classique. Les juifs originaires des pays orientaux (Afrique du Nord, Syrie) s'en sont inspirés, et adaptent la mélodie de la liturgie du Shabbat en fonction du contenu de la parasha de cette semaine. Ils emploient 10 maqam différents, possédant chacun son usage propre.
Le maqam utilisé lors du sabbath au cours duquel on lit la parashat Shlakh est le Maqam Hijaz, marquant l'aspect tragique de la faute des explorateurs.

## Commandements
La Torah comporte, selon la tradition rabbinique, 613 prescriptions. Différents sages ont tenté d'en établir un relevé dans le texte biblique.
Selon deux de ces computs les plus célèbres, le Sefer Hamitzvot de Moïse Maïmonide et le Sefer HaHinoukh, la parashat Shlakh comporte 2 prescriptions positives et 1 négative:
- Une portion de toute pâte doit être pétrie et donnée au Cohen ( 15,20.)
- Des tzitzit (franges) sont à mettre au coin des vêtements ( 15,38.)
- Il est interdit de se laisser égarer par le penchant du cœur ou ce que voient les yeux ( 15,39.)

## Haftara
La haftara est une portion des livres des Neviim ("Les Prophètes") qui est lue publiquement à la synagogue après la lecture de la Torah. Elle présente généralement un lien thématique avec la parasha qui l'a précédée.
La haftara de la parashat Shlakh est Josué 2:1–24. Comme dans la parasha, des espions sont envoyés en éclaireurs pour explorer la terre d'Israël, non pour établir un rapport sur la terre ( 13), mais pour évaluer le terrain à Jéricho ( 2) Josué ben Noun a pris part à ces deux récits, émissaire dans la parasha ( 13,8, 16), mandataire des éclaireurs dans la haftara ( 2,1.) 
Un rapprochement linguistique supplémentaire peut être établi avec le mot « otot (signes), » auxquels les enfants d'Israël n'ont pas cru alors que Dieu les avait envoyés ( 14,11), et le signe que Rahab demande dans la haftara aux espions afin qu'elle puisse commencer à les croire ( 2,12.)